# Lista de membros da Royal Society eleitos em 1959
Lista de Membros da Royal Society eleitos em 1959.

## Fellows
1. Geoffrey Beale
2. Franz Bergel
3. Ann Bishop
4. Geoffrey Emett Blackman
5. Sir Hermann Bondi
6. James Macdonald Cassels
7. Arthur Roy Clapham
8. Francis Crick
9. Bob Feilden
10. Raymond James Wood Le Fevre
11. David Willis Wilson Henderson
12. Richard Keynes
13. Bernhard Neumann
14. Stephen Robert Nockolds
15. William Charles Price
16. Geoffrey Raynor
17. Sir Rex Richards
18. Owain Richards
19. Claude Ambrose Rogers
20. Abdus Salam
21. Robert Spence
22. Sylvia Agnes Sophia Tait
23. James Francis Tait
24. Maurice Wilkins
25. Sidney William Wooldridge

## Foreign Members
1. Melvin Calvin
2. Gerhard Domagk
3. Jan Oort
4. Axel Hugo Theodor Theorell

## Royal Fellow
1. Gustavo VI Adolfo da Suécia

1. ↑  «Fellows of the Royal Society». London: Royal Society. Cópia arquivada em 16 de março de 2015